# Tiit Riisalo

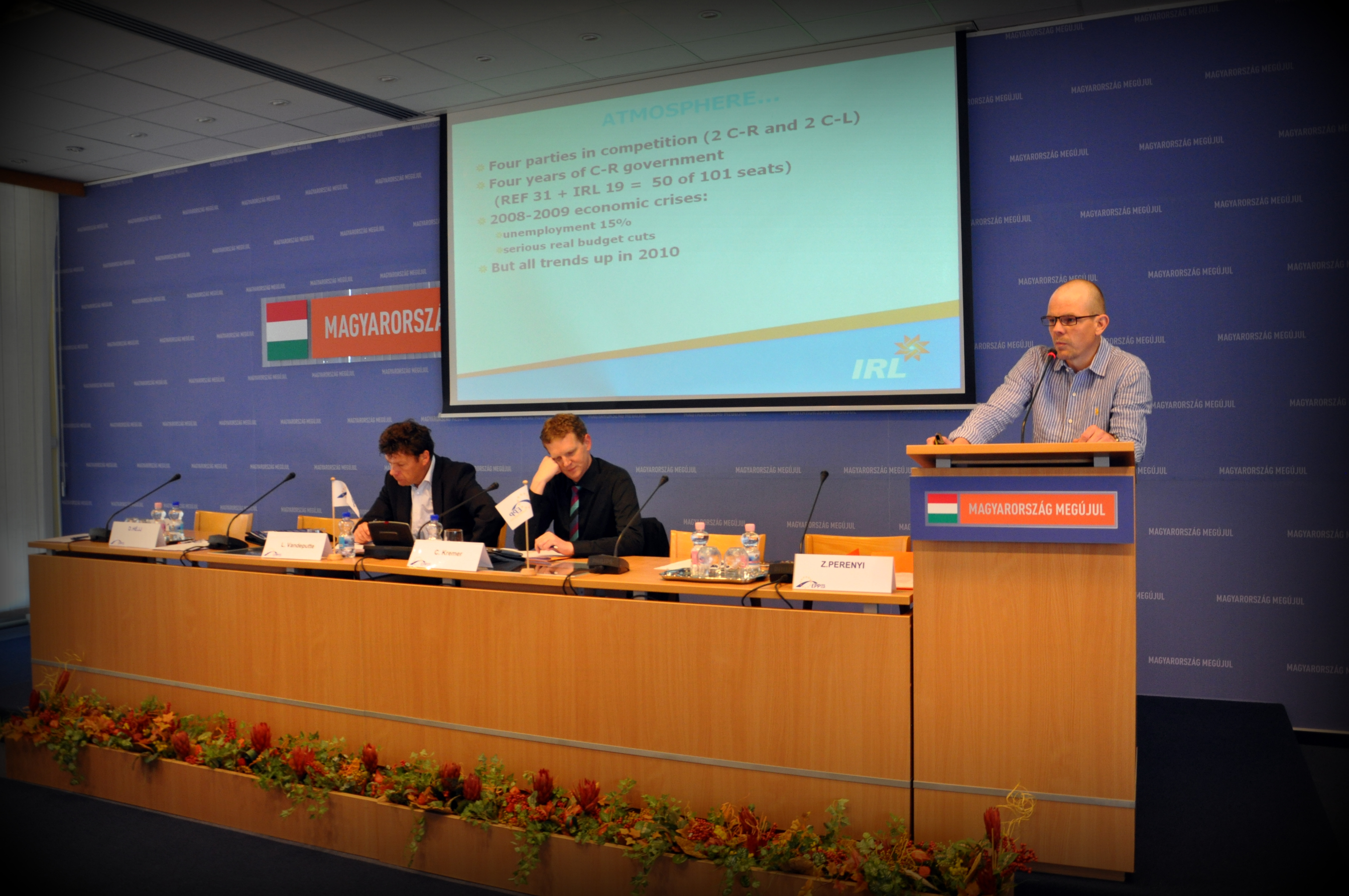
Tiit Riisalo am Rednerpult während einer Veranstaltung 2011

Tiit Riisalo (* 17. Februar 1967) ist ein estnischer Politiker. Vom 17. April 2023 bis 	23. Juli 2024 war er Minister für Informationstechnologie und Wirtschaft der Republik Estland in der Koalitionsregierung von Kaja Kallas.

## Leben
Tiit Riisalo schloss 1985 die Schule in Tallinn ab. Von 1985 bis 1987 leistete er seinen Pflichtwehrdienst in der sowjetischen Armee. Von 1988 bis 1991 studierte er Chemie an der Staatlichen Universität Tartu. Im Dezember 1988, in der Zeit von Glasnost und Perestroika, war er in Tartu einer der Wiederbegründer des estnisch-nationalgesinnten Vereins Studierender Esten (Eesti Üliõpilaste Selts). 1993 ging er für einen Studienaufenthalt an die University of North Carolina in die USA.
Von 1996 bis 1999 war Riisalo Referent bei der Europäischen Bank für Wiederaufbau und Entwicklung. 2001/2002 war er geschäftsführender Leiter des Veterinär- und Lebensmittelamts der Republik Estland. Anschließend war er von 2002 bis 2008 bei dem estnischen Transportunternehmen AS Go Group tätig. Von 2008 bis 2010 war er estnischer Kommissar für die Weltausstellung Expo 2010 in Shanghai.
Riisalo war an führender Stelle in estnischen Unternehmen und Wirtschaftsgesellschaften tätig, u. a. von 2005 bis 2008 im Vorstand des Reiseunternehmens AS GoTravel, von 2007 bis 2009 im Aufsichtsrat der staatlichen Wirtschaftsentwicklungsstiftung „Enterprise Estonia“ (Ettevõtluse Arendamise Sihtasutus), von 2011 bis 2014 in den Aufsichtsräten der Hafengesellschaft AS Tallinna Sadam und des Flughafens Tallinn und ab 2016 im Aufsichtsrat des Eisenbahnunternehmens Eesti Raudtee. Seit 2003 ist er darüber hinaus im Freiwilligenverband (Kaitseliit) der estnischen Streitkräfte aktiv.
Seit dem 1. Januar 2023 ist er Geschäftsführer des Estonian Centre for International Development (ESTDEV), das unter dem Schirm des estnischen Außenministeriums die estnische Entwicklungshilfepolitik und Humanitäre Hilfe in den Ländern der Östlichen Partnerschaft und Afrikas koordiniert.

### Politik
Daneben war Riisalo auch politisch aktiv. Von Oktober 2012 bis Oktober 2015 war er Generalsekretär der konservativen Partei Isamaa. 2016 trat Riisalo aus dieser aus. Von 2016 bis 2021 leitete er die Estnische Präsidialkanzlei unter Staatspräsidentin Kersti Kaljulaid.
Nach seinem Ausscheiden als Leiter der Präsidialkanzlei 2021 schloss sich Riisalo der neugegründeten sozialliberalen Partei Eesti 200 an, die bei der Parlamentswahl 2023 erstmals in das estnische Parlament (Riigikogu) einziehen konnte. Im April 2023 unterzeichneten die liberale Reformpartei von Ministerpräsidentin Kaja Kallas, Eesti 200 und die Sozialdemokraten einen Koalitionsvertrag. Von seiner Partei wurde Riisalo als Minister für Informationstechnologie und Wirtschaft nominiert. Nach parlamentarischer Bestätigung und Ernennung durch den Präsidenten, nahm das Kabinett K. Kallas III am 17. April 2023 seine Arbeit auf.

### Privates
Tiit Riisalo ist seit 1999 mit der Politikerin Signe Riisalo verheiratet, die der liberalen Estnischen Reformpartei angehört. Im Kabinett K. Kallas III war seine Frau Ministerin für soziale Sicherheit, womit zum ersten Mal in der Geschichte der Republik Estland ein Ehepaar gemeinsam am Kabinettstisch saß.

## Auszeichnungen
Riit Riisalo ist Träger der Verdienstmedaille in Gold des estnischen Ordens des Adlerkreuzes (2008).